# Kumla
Kumla (em sueco: Kumla;  PRONÚNCIA) é uma cidade da Suécia na província de Närke, parte da região da Svealand.

Está situada no centro da província, a 15 km a sul da cidade de Örebro.

É conhecida por sua prisão de alta segurança (Anstalten Kumla).

Tem uma área de 7,12 km² e uma populacão de 17 300 habitantes.

 
É a sede do município de Kumla, pertencente ao condado de Örebro.

## Economia
Na parte econômica e industrial tem grande relevância a fabricação de geléia BOB pela empresa Orkla Foods Sverige e os sistemas de comunicação pela empresa Ericsson. O antigo fabrico de sapatos está bastante reduzido, havendo contudo a destacar a velha empresa Arbesko que continua a produzir calçado profissional.

## Património turístico
- Kvarntorpshögen (monte turístico feito de restos industriais, a 7 km de Kumla) [4]

## Personalidades ligadas a Kumla
- Håkan Nesser (1950), escritor sueco de romances policiais [10]

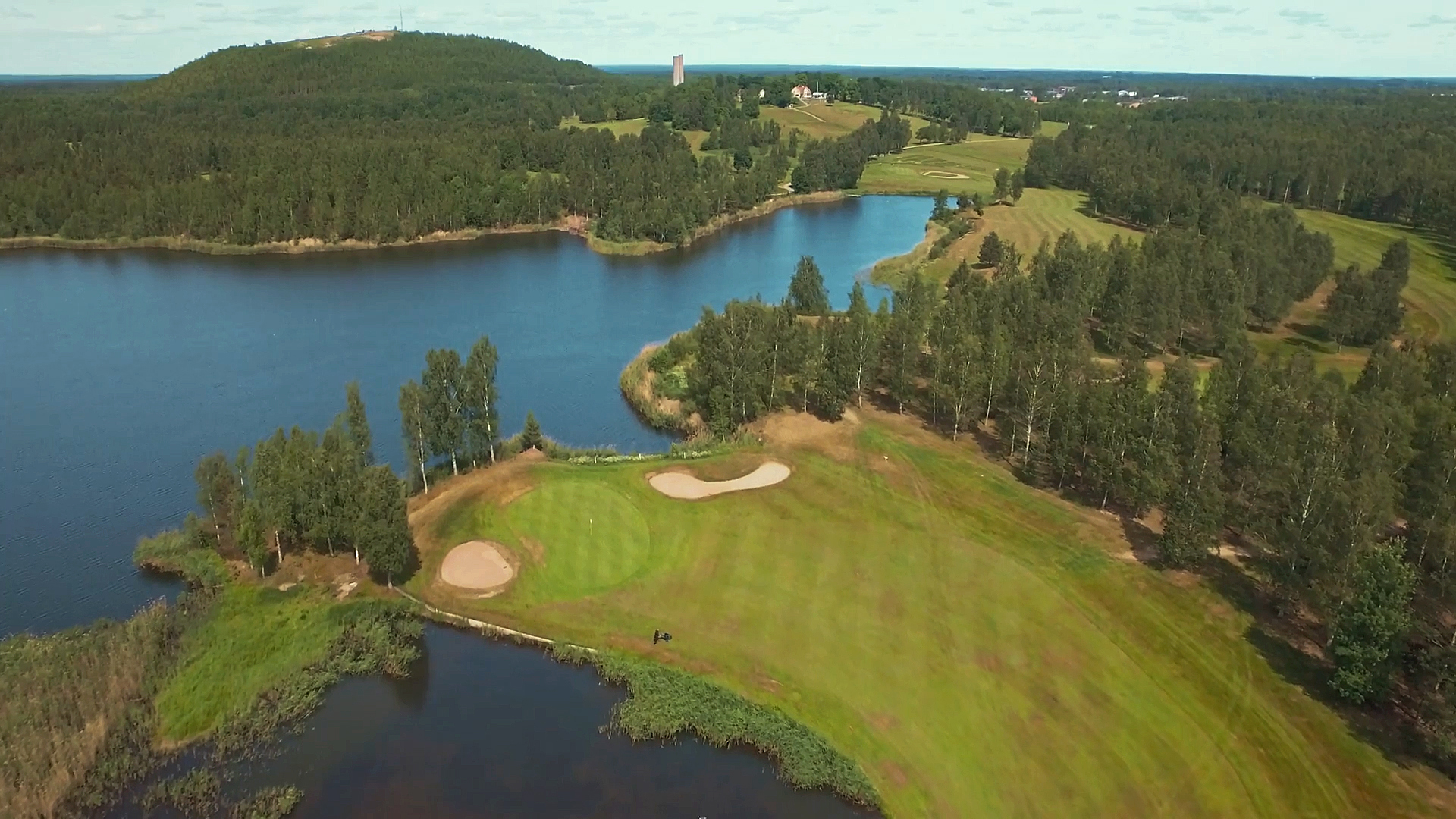
Espaço recreativo em Kvarntorp
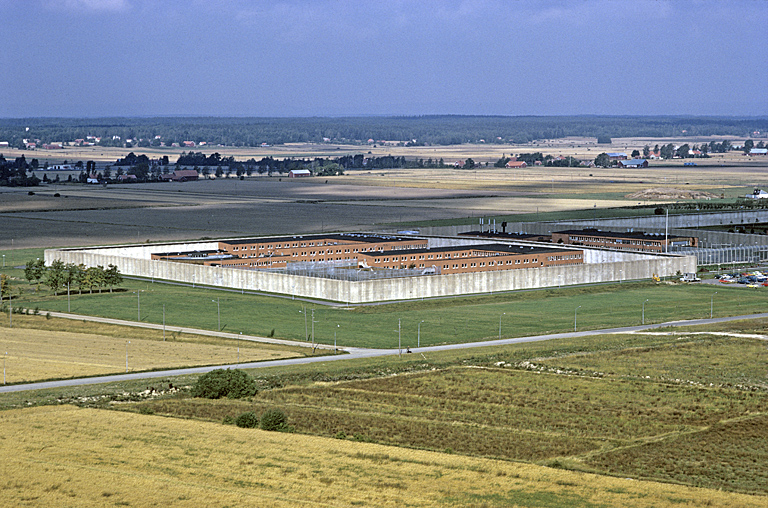
A prisão penitenciária de Kumla
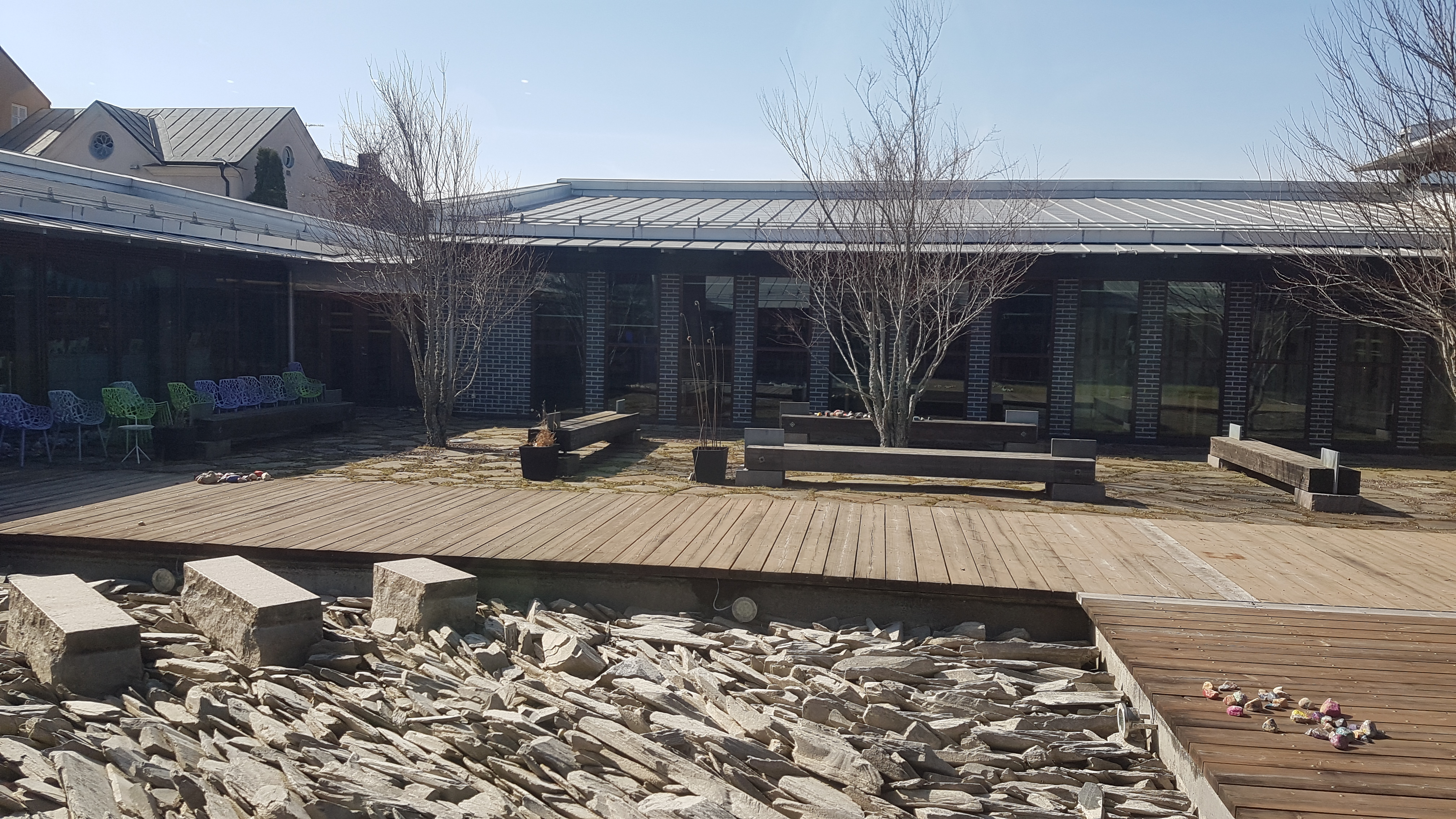
Exterior da biblioteca pública
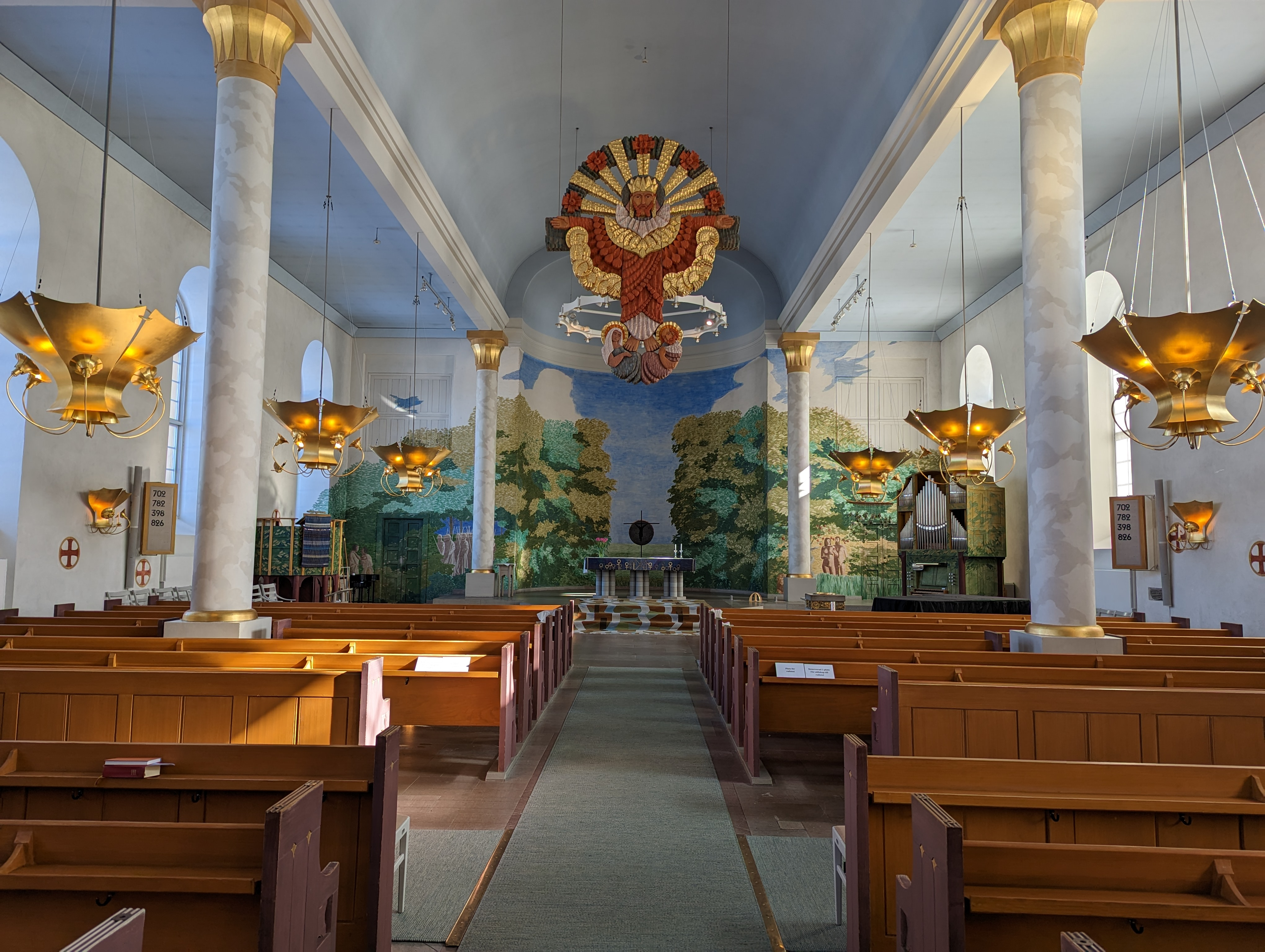
Interior da igreja de Kumla